# Europese kampioenschappen kyokushin karate 2003 (IKO)
De Europese kampioenschappen kyokushin karate 2003 waren door de International Karate Organization (IKO) georganiseerde kampioenschappen voor kyokushinkai karateka's. De 16e editie van de Europese kampioenschappen vond plaats in het Oekraïense Oezjhorod.

## Geschiedenis
De Tameshiwari-prijs werd bij de heren toegekend aan de Polen Sylwester Sypien en Marek Kosowski en bij de dames aan de Oekraïense Zidaida Vovk.

## Resultaten
| Gewichtsklasse | Goud                | Zilver          | Brons                          |
| Heren          | Heren               | Heren           | Heren                          |
| -------------- | ------------------- | --------------- | ------------------------------ |
| -70 kg         | Semen Yakovenko     | Yuri Lavrinenko | Karen Giadukin Georgi Vasilev  |
| -80 kg         | Sylwester Sypien    | Nicolae Stoian  | Lucian Gogonel Javier Lezcano  |
| -90 kg         | Krzytsof Habraszka  | Pablo Estensoro | Lorant Paksi Jan Sokup         |
| +90 kg         | Svento Dekovic      | Marek Kosowski  | Karol Ciesluk Artur Oganasian  |
| Dames          |                     |                 |                                |
| -55 kg         | Zurine Eciolaza     | Anna Jasinska   | Eva Pawlikowska Ixone Elosegui |
| -65 kg         | Adrianna Bienkowska | Anna Jasinska   | Zinaida Vovk Ixone Elosegui    |
| +65 kg         | Agnieszka Sypien    | Anna Kaczynska  | Olga Zibina Eniko Balogh       |